# David Hidalgo
David Kent Hidalgo (Los Ángeles, California, 6 de octubre de 1954) es un músico y compositor méxicoestadounidense conocido por su trabajo con el grupo musical Los Lobos. También es miembro del supergrupo Los Super Seven y de Latin Playboys, un proyecto paralelo creado por varios miembros de Los Lobos. Además, Hidalgo ha formado otro proyecto paralelo con Mike Halby de Canned Heat, llamado Houndog.
Las canciones de Hidalgo han sido versionadas por artistas como Jerry Garcia Band, Waylon Jennings y Bonnie Raitt, entre otros. Ha participado en el Crossroads Guitar Festival de  2010 organizado por Eric Clapton.
De forma adicional a su trabajo con Los Lobos, Hidalgo toca con frecuencia instrumentos musicales como el acordeón, el violín, el banjo, el chelo, el requinto jarocho, la percusión, la batería y la guitarra como músico de sesión para otros artistas.

## Discografía
Además de su trabajo como miembro en Los Lobos, David Hidalgo ha colaborado con una amplia gama de músicos en varios álbumes, entre los cuales figuran:
- Enrique Bunbury Licenciado Cantinas (Bajo, guitarra, acordeón, coros)
- Buckwheat Zydeco
- T-Bone Burnett
- Peter Case (The Man with the Blue Post Modern Fragmented Neo-Traditionalist Guitar)
- Elvis Costello (voz en King of America, guitarra y coros en  el álbum Momofuku)
- Crowded House (varios proyectos)
- John Lee Hooker (varios proyectos)
- Roy Orbison (en el álbum King of Hearts)
- Willy DeVille (Backstreets of Desire, Crow Jane Alley)
- Ozomatli (varios proyectos)
- Dolly Parton (Treasures)
- Pierce Pettis (Chase the Buffalo)
- Paul Simon (Graceland)
- Marc Ribot (Border Music)
- Tonio K. (Olé)
- Suzanne Vega (99.9 °F)
- Tom Waits (varios álbumes)
- Pandora (Si la noche de anoche volviera)
- Leo Kottke Try And Stop Me
- Gov't Mule The Deepest End, Live in Concert
- Bob Dylan (acordeón en los álbumes Together Through Life y Christmas In The Heart)
- G. Love & Special Sauce (viola en "Missing My Baby")
- Los Cenzontles (coproductor y compositor en Songs of Wood & Steel)
- Taj Mahal & Los Cenzontles (coproductor, compositor y multinstrumentista en "American Horizon")